# Blanckenburg (Adelsgeschlecht)

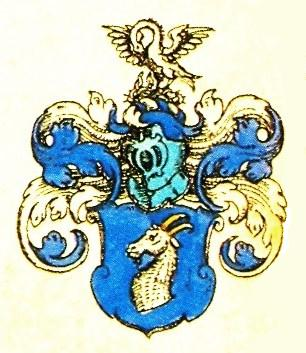
Wappen derer von Blanckenburg

Blanckenburg, auch: Blankenburg ist der Name einer Adelsfamilie aus der Uckermark, die sich zwischenzeitlich auch nach Mecklenburg, Pommern und über die Neumark auch nach Polen bzw. Westpreußen ausbreiten konnte.

## Geschichte
Bereits im Jahre 1173 sollen die Blanckenburg in Mecklenburg urkundlich genannt worden sein. In Pommern erscheint das Geschlecht zuerst mit Anselm von Blankenborch im Jahre 1253 und nennt sich nach seinem Stammhause bei Prenzlau. Mit dem Deutschen Orden gelangte das Geschlecht im 16. Jahrhundert auch in den Mansfelder Raum. Während die mecklenburgische Linie bereits im ausgehenden 17. Jahrhundert erloschen ist, breiteten sich andere Linien nach Posen und Schlesien aus.
Die Familie tritt bereits im Mittelalter in drei Stämmen auf, deren näherer Zusammenhang nicht sicher feststeht.
Der Stammvater des Stammes A im 15. Jahrhundert war Alter Hasso in Moitzelin. Seine Nachfahren teilten sich in zwei Linien, von denen die polnisch-schlesische, nachdem sie am 22. April 1799 in den Freiherrenstand erhoben wurde, Mitte des 19. Jahrhunderts erloschen ist. Die zweite, pommersch-thüringische Linie verpflanzte sich mit Werner Venz um 1880 nach Hamburg. Ebenfalls zum Stamm A gehörte der preußische Offizier und spätere Literat Christian Friedrich von Blanckenburg (1744–1796). Alle späteren Angehörigen dieser Linie sind Nachfahren des preußischen Majors Karl Julius Eduard von Blanckenburg (1802–1898).
Stamm B wurde durch Richard von Blanckenburg gestiftet, der um 1450 Erbherr auf Rogzow, Leppin, Blauentin, Petershagen und Moitzelfitz war. Seine Nachfahren teilten sich in drei Linien auf, wobei die von Georg Heinrich von Blanckenburg (1717–1779) bzw. Peter Ludwig von Blanckenburg (1728–1798) gestiftete erste bzw. dritte Linie ebenfalls jeweils im 19. Jahrhundert erloschen ist, die von Henning Anselm von Blanckenburg (1720–1775) gestiftete zweite Linie jedoch fortbesteht. Henning Karl Moritz von Blanckenburg (1815–1888), preußischer Wirklicher Geheimer Rat, Generallandschaftsdirektor, sowie Erbherr auf Zimmerhausen und Cardemin setzt diese Linie fort.
Der Stamm C nimmt mit Hans von Blanckenburg, der 1471 Erbherr auf Karkow war, seinen Anfang. Karkow blieb bis 1804 in Besitz der Familie, Strachmin wurde 1794, Strippow im Jahre 1805 erworben. Hermann Georg Ferdinand von Blanckenburg (1797–1880), Erbherr auf Strippow ist der Ahnherr aller späteren Angehörigen dieser Linie.
Seit 1886 besteht ein Familienverband.

### Gräfliche nicht verwandte von Blankenburg
Das Geschlecht ist nicht mit den Harzgrafen von Blankenburg zu verwechseln, welche in den Hauptlinien R(h)einstein oder Regenstein und Heimburg auftraten und im Jahre 1599 erloschen sind.

### Briefadelige von Blankenburg
Ebenfalls nicht zur Familie gehören, wenn auch die Wappenähnlichkeit Verwandtschaft vermuten lässt, die mit ihrem Stammvater, dem preußischen Oberstleutnant a. D. Heinrich von Blankenburg, am 8. Mai 1885 in Berlin nobilitierten von Blankenburg.

## Wappen
Das Stammwappen zeigt im blauen Schild einen seitwärts gekehrten silbernen Kopf und Hals eines Bockes (oder Widders). Auf dem Helm mit blau-silbernen Decken ein auf dem Nest nach rechts gekehrter, seine drei Küken fütternder Pelikan.
- Wappen der Blanckenburg (seitenverkehrt) in Johann Siebmachers Wappenbuch von 1605, Tafel 172

Eine etwas abweichende Beschreibung des Familienwappens findet sich bei Johann Georg Leuckfeld (1709), der berichtet:
„[…] jenes aber hat in dem Schilde einen auffsteigenden Stein-Bock, und auff dem Helme, einen in die Brust beissenden Pelican.“

## Bekannte Familienangehörige

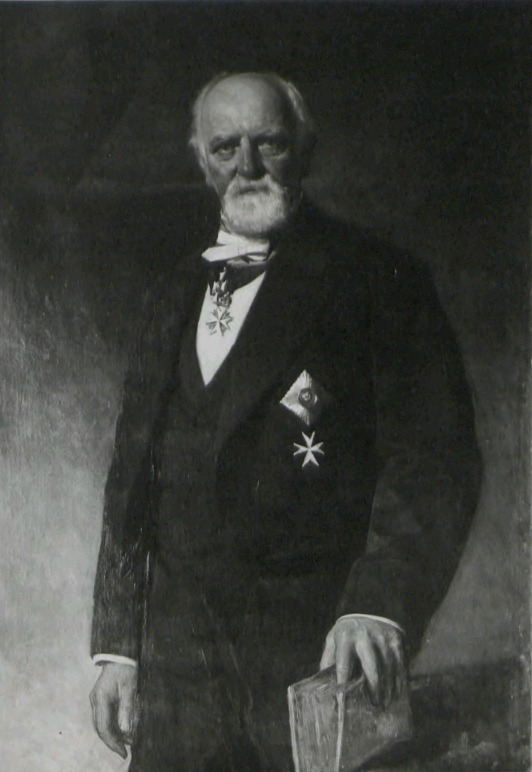
Moritz von Blanckenburg (1815–1888), Generallandschaftsdirektor von Pommern

- Jacob von Blanckenburg (* um 1530; † um 1590), mecklenburgischer Adliger und Besitzer des Klosters Wiederstedt
- Otto von Blanckenburg (1535–1605), deutscher Komtur
- George Heinrich von Blanckenburg (1717–1779), Landrat des Kreises Schivelbein
- Christian Friedrich von Blanckenburg (1744–1796), deutscher Literaturwissenschaftler
- Friedrich von Blankenburg (1786–1850), preußischer Generalleutnant
- Moritz von Blanckenburg (1815–1888), deutscher Politiker, Generallandschaftsdirektor von Pommern, Mitglied des Reichstags
- Richard von Blanckenburg (1854–1926), preußischer Politiker, Mitglied des Preußischen Herrenhauses
- Günther von Blanckenburg (1858–1931), preußischer Landrat, Mitglied des Preußischen Abgeordnetenhauses
- Friedhelm von Blanckenburg (* 1958), deutscher Geochemiker und Hochschullehrer
- Korbinian von Blanckenburg (* 1979), deutscher Volkswirt und Hochschullehrer

## Sachzeugen
In der Kirche St. Nikolai in Pretzsch befindet sich ein in die Chorraumnordwand eingelassenes Grabplatten-Epitaph aus Sandstein mit einem Flachrelief der Margaretha von Blankenburg, geb. von Haugwitz (1571–1629), Ehefrau des Joachim Ernst von Blankenburg.